# Danh sách album của BTS
Nhóm nhạc nam Hàn Quốc BTS đã phát hành 9 album phòng thu (1 trong số đó được tái phát hành dưới một tên gọi khác), 6 album tổng hợp và 6 mini album. Tháng 12 năm 2018, BTS tiêu thụ được hơn 10 triệu bản album, thiết lập kỷ lục cho nghệ sĩ bán được 10 triệu bản album trong khoảng thời gian ngắn nhất (5 năm rưỡi) trong số tất cả các nghệ sĩ Hàn Quốc ra mắt kể từ năm 2000 với 5 triệu bản album trong số đó được bán ra chỉ tính riêng tại Hàn Quốc vào năm 2018. Tính đến tháng 4 năm 2020, BTS đã bán được hơn 20 triệu bản album trong vòng chưa đầy 7 năm và là nhóm nhạc Hàn Quốc bán chạy nhất trong lịch sử Hàn Quốc.
Nhóm ra mắt tại Hàn Quốc vào ngày 13 tháng 6 năm 2013 với album đĩa đơn 2 Cool 4 Skool. Tháng 9 năm 2013, nhóm trở lại với mini album O!RUL8.2?. Tháng 2 năm 2014, BTS phát hành mini album thứ hai Skool Luv Affair, đây là album đầu tiên của nhóm ra mắt trên Billboard World Albums và Oricon Albums Chart của Nhật Bản. Phiên bản tái phát hành của album là Skool Luv Affair Special Addition được phát hành vào tháng 5 năm 2014. BTS phát hành album phòng thu đầu tiên Dark & Wild vào tháng 8 năm 2014, đây là album đầu tiên của nhóm ra mắt trên bảng xếp hạng Top Heatseekers của Hoa Kỳ. Nhằm khép lại năm 2014, BTS ra mắt tại Nhật Bản vào tháng 12 cùng năm với album phòng thu tiếng Nhật đầu tiên Wake Up. Tất cả các đĩa đơn tiếng Nhật của nhóm — "No More Dream" phát hành vào ngày 4 tháng 6, "Boy in Luv" phát hành vào ngày 16 tháng 7 và "Danger" phát hành vào ngày 19 tháng 11 — đều ra mắt trong top 10 trên Oricon Albums Chart cũng như Billboard Japan Hot 100.
Mini album thứ ba The Most Beautiful Moment in Life, Pt. 1 của nhóm được phát hành vào tháng 4 năm 2015. BTS trở lại với mini album thứ tư The Most Beautiful Moment in Life, Pt. 2 vào tháng 11 năm 2015 và đánh dấu lần đầu tiên nhóm ra mắt trên Billboard 200 ở vị trí số 171. Album cũng dẫn đầu bảng xếp hạng Top Heatseekers của Billboard và World Albums trong 4 tuần, thành tích cao nhất của một nghệ sĩ Hàn Quốc. Album tổng hợp đầu tiên The Most Beautiful Moment in Life: Young Forever của nhóm được phát hành vào tháng 5 năm 2016. Tháng 9 năm 2016, BTS phát hành album phòng thu tiếng Nhật thứ hai Youth và bán được hơn 44.000 bản trong ngày đầu tiên phát hành, đồng thời là album phòng thu đầu tiên của nhóm dẫn đầu Oricon Albums Chart hàng ngày và hàng tuần. Nhằm khép lại năm 2016, nhóm phát hành album phòng thu thứ hai Wings vào tháng 10 cùng năm. Album ra mắt ở vị trí số 26 trên Billboard 200 và là album tiếng Hàn có vị trí cao nhất trong lịch sử bảng xếp hạng vào thời điểm đó. Album tái phát hành You Never Walk Alone được phát hành vào tháng 2 năm 2017. Mini album thứ năm Love Yourself: Her của nhóm được phát hành vào tháng 9 năm 2017, ra mắt ở vị trí số 7 trên Billboard 200 của Hoa Kỳ với 31.000 đơn vị album tương đương, trở thành album K-pop có vị trí cao nhất trên bảng xếp hạng và là album K-pop có doanh số tuần đầu tiên cao nhất trong lịch sử bảng xếp hạng vào thời điểm đó.
Album phòng thu tiếng Nhật thứ ba Face Yourself của nhóm được phát hành vào tháng 4 năm 2018 và đạt vị trí số 43 trên Billboard 200 với 12.000 đơn vị album tương đương, trở thành album tiếng Nhật thứ ba có vị trí cao nhất trong lịch sử bảng xếp hạng. Chỉ một tháng sau, sản phẩm trở thành album tiếng Nhật đầu tiên của nhóm được RIAJ trao chứng nhận Bạch Kim sau khi bán được hơn 250.000 bản vào thời điểm đó. Album phòng thu tiếng Hàn thứ ba Love Yourself: Tear của BTS được phát hành vào ngày 18 tháng 5 năm 2018 và dẫn đầu bảng xếp hạng Billboard 200 của Hoa Kỳ, trở thành album có vị trí cao nhất của nhóm tại thị trường phương Tây, album K-pop đầu tiên dẫn đầu bảng xếp hạng album của Hoa Kỳ và album có vị trí cao nhất của một nghệ sĩ châu Á. BTS có tổng doanh số album bán chạy thứ hai tại Hoa Kỳ vào năm 2018 chỉ sau Eminem và chiếm 22,6% tổng số album bán ra tại Hàn Quốc vào cùng năm. Năm 2019, nhóm đạt album quán quân thứ ba với mini album thứ sáu Map of the Soul: Persona trên Billboard 200 của Hoa Kỳ, khiến BTS trở thành nhóm nhạc đầu tiên kể từ The Beatles vào năm 1996 tích lũy được 3 album quán quân trong vòng chưa đầy 1 năm. Mini album còn trở thành album bán chạy nhất trong lịch sử Hàn Quốc sau khi bán được gần 3,4 triệu bản trong 2 tháng. Kỷ lục này sau đó bị phá vỡ bởi album phòng thu tiếng Hàn thứ tư Map of the Soul: 7 của nhóm vào năm 2020, bán được 4,1 triệu bản trong vòng chưa đầy 9 ngày phát hành và mang về cho BTS album quán quân thứ tư trên Billboard 200 của Hoa Kỳ.

## Album phòng thu
| Dark & Wild                                                                                            | - Phát hành: 19 tháng 8, 2014 - Hãng đĩa: Big Hit, Loen, Pony Canyon - Định dạng: CD, tải kỹ thuật số, phát trực tuyến          | 2 | —  | 185 | —  | 30 | —   | —  | —  | —  | —  | - KOR: 533.770                                                                         |                                                                                         |
| Wake Up                                                                                                | - Phát hành: 24 tháng 12, 2014 - Hãng đĩa: Pony Canyon - Định dạng: CD, CD+DVD, tải kỹ thuật số, phát trực tuyến                | — | —  | —   | —  | 3  | —   | —  | —  | —  | —  | - JPN: 28.000                                                                          |                                                                                         |
| Youth                                                                                                  | - Phát hành: 7 tháng 9, 2016 - Hãng đĩa: Pony Canyon - Định dạng: CD, CD+DVD, tải kỹ thuật số, phát trực tuyến                  | — | —  | —   | —  | 1  | —   | —  | —  | —  | —  | - JPN: 94.293                                                                          | - RIAJ: Vàng                                                                            |
| Wings                                                                                                  | - Phát hành: 10 tháng 10, 2016 - Hãng đĩa: Big Hit, Loen, Pony Canyon - Định dạng: CD, tải kỹ thuật số, phát trực tuyến         | 1 | —  | 72  | 19 | 7  | 68  | 24 | 56 | 62 | 26 | - KOR: 1.399.397 - JPN: 72.512 - US: 13.000                                            |                                                                                         |
| Face Yourself                                                                                          | - Phát hành: 4 tháng 4, 2018 - Hãng đĩa: Def Jam, Virgin - Định dạng: CD, CD+DVD, CD+Blu-ray, tải kỹ thuật số, phát trực tuyến  | — | 71 | 94  | 40 | 1  | 116 | —  | —  | 78 | 43 | - JPN: 343.195 - US: 4.000                                                             | - RIAJ: 2× Bạch kim - BPI: Bạc                                                          |
| Love Yourself: Tear                                                                                    | - Phát hành: 18 tháng 5, 2018 - Hãng đĩa: Big Hit, Dreamus, Virgin - Định dạng: CD, tải kỹ thuật số, phát trực tuyến            | 1 | 6  | 6   | 2  | 3  | 6   | 5  | 6  | 8  | 1  | - KOR: 2.768.370 - JPN: 209.598 - US: 212.953                                          | - KMCA: 2× Triệu - BPI: Bạc - RIAJ: Vàng                                                |
| Map of the Soul: 7                                                                                     | - Phát hành: 21 tháng 2, 2020 - Hãng đĩa: Big Hit, Columbia, Virgin - Định dạng: CD, tải kỹ thuật số, phát trực tuyến           | 1 | 1  | 1   | 1  | 1  | 1   | 1  | 3  | 1  | 1  | - KOR: 4.691.941 - CAN: 31.000 - FRA: 68.000 - JPN: 500.206 - UK: 32.000 - US: 674.000 | - KMCA: 4× Triệu - BEA: Vàng - BPI: Vàng - RIAA: Bạch kim - RIAJ: Bạch kim - RMNZ: Vàng |
| Map of the Soul: 7 – The Journey                                                                       | - Phát hành: 15 tháng 7, 2020 - Hãng đĩa: Def Jam, Virgin - Định dạng: CD, CD+DVD, CD+Blu-ray, tải kỹ thuật số, phát trực tuyến | — | 9  | 23  | 90 | 1  | —   | 7  | 51 | 35 | 14 | - JPN: 701.038 - WW: 1.200.000                                                         | - RIAJ: 3× Bạch kim                                                                     |
| Be | - Phát hành: 20 tháng 11, 2020 - Hãng đĩa: Big Hit, Columbia, Virgin - Định dạng: CD, tải kỹ thuật số, phát trực tuyến          | 1 | 2  | 3   | 1  | 1  | 2   | 1  | 3  | 2  | 1  | - KOR: 3.722.703 - JPN: 582.132 - US: 177.000                                          | - KMCA: 3× Triệu - RIAA: Bạch kim - RIAJ: Bạch kim                                      |
| "—" biểu thị cho bản phát hành không ra mắt trên bảng xếp hạng hoặc không được phát hành ở khu vực đó. | |   |    |     |    |    |     |    |    |    |    |                                                                                        |                                                                                         |

## Album tái phát hành
| Tên | Chi tiết album | Vị trí cao nhất | Vị trí cao nhất | Vị trí cao nhất | Vị trí cao nhất | Vị trí cao nhất | Vị trí cao nhất | Vị trí cao nhất | Doanh số                     | Chứng nhận |
| Tên | Chi tiết album | KOR             | CAN             | FRA             | JPN             | NZ Heat.        | US              | US World        | Doanh số                     | Chứng nhận |
| --- | --- | --------------- | --------------- | --------------- | --------------- | --------------- | --------------- | --------------- | ---------------------------- | ---------- |
| Skool Luv Affair Special Addition                                                                      | - Phát hành: 14 tháng 5, 2014 - Hãng đĩa: Big Hit, Loen, Pony Canyon - Định dạng: CD, tải kỹ thuật số, phát trực tuyến  | 1               | —               | —               | 3               | —               | —               | —               | - JPN: 40.829 - KOR: 685.352 |            |
| You Never Walk Alone                                                                                   | - Phát hành: 13 tháng 2, 2017 - Hãng đĩas: Big Hit, Loen, Pony Canyon - Định dạng: CD, tải kỹ thuật số, phát trực tuyến | 1               | 35              | 63              | —               | 3               | 61              | 1               | - KOR: 1.283.896             | - BPI: Bạc |
| "—" biểu thị cho bản phát hành không ra mắt trên bảng xếp hạng hoặc không được phát hành ở khu vực đó. | |                 |                 |                 |                 |                 |                 |                 |                              |            |

## Album tổng hợp
| Tên | Chi tiết album | Vị trí cao nhất | Vị trí cao nhất | Vị trí cao nhất | Vị trí cao nhất | Vị trí cao nhất | Vị trí cao nhất | Vị trí cao nhất | Vị trí cao nhất | Vị trí cao nhất | Vị trí cao nhất | Doanh số                                                      | Chứng nhận                                                              |
| Tên | Chi tiết album | KOR             | AUS             | BEL (FL)        | CAN             | JPN             | NLD             | NZ              | SWE             | UK              | US              | Doanh số                                                      | Chứng nhận                                                              |
| --- | --- | --------------- | --------------- | --------------- | --------------- | --------------- | --------------- | --------------- | --------------- | --------------- | --------------- | ------------------------------------------------------------- | ----------------------------------------------------------------------- |
| 2 Cool 4 Skool / O!RUL8.2?                                                                             | - Phát hành: 23 tháng 4, 2014 - Hãng đĩa: Pony Canyon - Format: CD+DVD                                                              | —               | —               | —               | —               | 58              | —               | —               | —               | —               | —               |                                                               |                                                                         |
| The Most Beautiful Moment in Life: Young Forever                                                       | - Phát hành: 2 tháng 5, 2016 - Hãng đĩa: Big Hit, Loen, Pony Canyon - Định dạng: CD, tải kỹ thuật số, phát trực tuyến               | 1               | —               | 194             | 99              | 7               | —               | —               | —               | —               | 107             | - KOR: 1.013.760 - US: 6.000 - JPN: 13.511                    | - BPI: Bạc                                                              |
| The Best of Bangtan Sonyeondan -Korea Edition-                                                         | - Phát hành: 6 tháng 1, 2017 - Hãng đĩa: Pony Canyon - Định dạng: CD, CD+DVD, phát trực tuyến                                       | —               | —               | —               | —               | 5               | —               | —               | —               | —               | —               | - JPN: 62.840                                                 | - RIAJ: Vàng                                                            |
| The Best of Bodan Shonendan -Japan Edition-                                                            | - Phát hành: 6 tháng 1, 2017 - Hãng đĩa: Pony Canyon - Định dạng: CD, CD+DVD, phát trực tuyến                                       | —               | —               | —               | —               | 6               | —               | —               | —               | —               | —               | - JPN: 36.634                                                 | - RIAJ: Vàng                                                            |
| Love Yourself: Answer                                                                                  | - Phát hành: 24 tháng 8, 2018 - Hãng đĩa: Big Hit, iriver, Columbia, Virgin - Định dạng: CD, tải kỹ thuật số, phát trực tuyến       | 1               | 9               | 5               | 1               | 1               | 5               | 11              | 20              | 14              | 1               | - WW: 2.700.000 - KOR: 3.113.463 - JPN: 289.521 - US: 199.865 | - KMCA: 3× Triệu - BPI: Vàng - RIAA: Bạch kim - RIAJ: Vàng - RMNZ: Vàng |
| BTS, the Best                                                                                          | - Phát hành: 16 tháng 6, 2021 - Hãng đĩa: Def Jam, Virgin - Định dạng: 2CD, 2CD+2DVD, 2CD+Blu-Ray, tải kỹ thuật số, phát trực tuyến | —               | 31              | 8               | 45              | 1               | —               | 30              | —               | 71              | 19              | - JPN: 982.902                                                | - RIAJ: Triệu                                                           |
| "—" biểu thị cho bản phát hành không ra mắt trên bảng xếp hạng hoặc không được phát hành ở khu vực đó. | |                 |                 |                 |                 |                 |                 |                 |                 |                 |                 |                                                               |                                                                         |

## Album nhạc phim
| Tên                            | Chi tiết album | Vị trí cao nhất | Vị trí cao nhất | Vị trí cao nhất | Vị trí cao nhất | Vị trí cao nhất | Vị trí cao nhất | Vị trí cao nhất | Vị trí cao nhất | Vị trí cao nhất | Vị trí cao nhất | Doanh số                                 | Chứng nhận          |
| Tên                            | Chi tiết album | KOR             | AUS             | AUT             | BEL (FL)        | CAN             | DEN             | GER             | JPN             | SWI             | US              | Doanh số                                 | Chứng nhận          |
| ------------------------------ | --- | --------------- | --------------- | --------------- | --------------- | --------------- | --------------- | --------------- | --------------- | --------------- | --------------- | ---------------------------------------- | ------------------- |
| BTS World: Original Soundtrack | - Phát hành: 28 tháng 6, 2019 - Hãng đĩa: Big Hit, TakeOne, Kakao M - Định dạng: CD, tải kỹ thuật số, phát trực tuyến | 1               | 55              | 16              | 19              | 58              | 37              | 7               | 4               | 6               | 26              | - KOR: 553.364 - JPN: 57.665 - US: 3.000 | - KMCA: 2× Bạch kim |

## Mini album
| Tên | EP details | Vị trí cao nhất                   | Vị trí cao nhất                   | Vị trí cao nhất                   | Vị trí cao nhất                   | Vị trí cao nhất                   | Vị trí cao nhất                   | Vị trí cao nhất                   | Vị trí cao nhất                   | Vị trí cao nhất                   | Vị trí cao nhất                   | Doanh số                                                   | Chứng nhận                                                         |
| Tên | EP details | KOR                               | AUS                               | BEL (FL)                          | CAN                               | JPN                               | NLD                               | NZ                                | SWE                               | UK                                | US                                | Doanh số                                                   | Chứng nhận                                                         |
| --- | --- | --------------------------------- | --------------------------------- | --------------------------------- | --------------------------------- | --------------------------------- | --------------------------------- | --------------------------------- | --------------------------------- | --------------------------------- | --------------------------------- | ---------------------------------------------------------- | ------------------------------------------------------------------ |
| O!RUL8.2?                                                                                              | - Phát hành: 11 tháng 9, 2013 - Hãng đĩa: Big Hit, Loen, Pony Canyon - Định dạng: CD, tải kỹ thuật số, phát trực tuyến        | 4                                 | —                                 | —                                 | —                                 | —                                 | —                                 | —                                 | —                                 | —                                 | —                                 | - KOR: 433.659                                             |                                                                    |
| Skool Luv Affair                                                                                       | - Phát hành: 12 tháng 2, 2014 - Hãng đĩa: Big Hit, Loen, Pony Canyon - Định dạng: CD, tải kỹ thuật số, phát trực tuyến        | 1                                 | 23                                | 150                               | —                                 | 32                                | —                                 | —                                 | —                                 | —                                 | 12                                | - KOR: 568.139                                             |                                                                    |
| The Most Beautiful Moment in Life, Pt. 1                                                               | - Phát hành: 29 tháng 4, 2015 - Hãng đĩa: Big Hit, Loen, Pony Canyon - Định dạng: CD, tải kỹ thuật số, phát trực tuyến        | 1                                 | —                                 | 186                               | —                                 | 17                                | —                                 | —                                 | —                                 | —                                 | —                                 | - KOR: 724.910 - JPN: 13.091 - US: 2.000                   |                                                                    |
| The Most Beautiful Moment in Life, Pt. 2                                                               | - Phát hành: 30 tháng 11, 2015 - Hãng đĩa: Big Hit, Loen, Pony Canyon - Định dạng: CD, tải kỹ thuật số, phát trực tuyến       | 1                                 | —                                 | —                                 | —                                 | 15                                | —                                 | —                                 | —                                 | —                                 | 171                               | - KOR: 868.903 - JPN: 14.051 - US: 5.000                   |                                                                    |
| Love Yourself: Her                                                                                     | - Phát hành: 18 tháng 9, 2017 - Hãng đĩa: Big Hit, Loen, Universal - Định dạng: CD, tải kỹ thuật số, phát trực tuyến          | 1                                 | 8                                 | 18                                | 3                                 | 1                                 | 19                                | 9                                 | 13                                | 14                                | 7                                 | - KOR: 2.712.079 - JPN: 88.664 - US: 18.000                | - BPI: Bạc                                                         |
| Map of the Soul: Persona                                                                               | - Phát hành: 12 tháng 4, 2019 - Hãng đĩa: Big Hit, iriver, Columbia, Virgin - Định dạng: CD, tải kỹ thuật số, phát trực tuyến | 1                                 | 1                                 | 3                                 | 1                                 | 2                                 | 2                                 | 1                                 | 2                                 | 1                                 | 1                                 | - KOR: 4.241.440 - JPN: 357.948 - UK: 18.050 - US: 454.000 | - KMCA: 4× Triệu - BEA: Vàng - BPI: Vàng - RIAA: Vàng - RIAJ: Vàng |
| Dynamite                                                                                               | - Phát hành: 28 tháng 8, 2020 - Hãng đĩa: Big Hit, Columbia - Định dạng: CD, tải kỹ thuật số, phát trực tuyến                 | Dữ liệu được kết hợp với Dynamite | Dữ liệu được kết hợp với Dynamite | Dữ liệu được kết hợp với Dynamite | Dữ liệu được kết hợp với Dynamite | Dữ liệu được kết hợp với Dynamite | Dữ liệu được kết hợp với Dynamite | Dữ liệu được kết hợp với Dynamite | Dữ liệu được kết hợp với Dynamite | Dữ liệu được kết hợp với Dynamite | Dữ liệu được kết hợp với Dynamite | Dữ liệu được kết hợp với Dynamite                          | Dữ liệu được kết hợp với Dynamite                                  |
| Butter (Hotter, Sweeter, Cooler)                                                                       | - Phát hành: 4 tháng 6, 2021 - Hãng đĩa: Big Hit, Columbia - Định dạng: tải kỹ thuật số, phát trực tuyến                      | Dữ liệu được kết hợp với Butter   | Dữ liệu được kết hợp với Butter   | Dữ liệu được kết hợp với Butter   | Dữ liệu được kết hợp với Butter   | Dữ liệu được kết hợp với Butter   | Dữ liệu được kết hợp với Butter   | Dữ liệu được kết hợp với Butter   | Dữ liệu được kết hợp với Butter   | Dữ liệu được kết hợp với Butter   | Dữ liệu được kết hợp với Butter   | Dữ liệu được kết hợp với Butter                            | Dữ liệu được kết hợp với Butter                                    |
| "—" biểu thị cho bản phát hành không ra mắt trên bảng xếp hạng hoặc không được phát hành ở khu vực đó. | |                                   |                                   |                                   |                                   |                                   |                                   |                                   |                                   |                                   |                                   |                                                            |                                                                    |

## Album đĩa đơn
| Tên | Chi tiết album | Vị trí cao nhất | Vị trí cao nhất | Vị trí cao nhất | Vị trí cao nhất | Vị trí cao nhất | Doanh số                        | Chứng nhận                        |
| Tên | Chi tiết album | KOR             | BEL (FL)        | FIN             | JPN             | US World        | Doanh số                        | Chứng nhận                        |
| --- | --- | --------------- | --------------- | --------------- | --------------- | --------------- | ------------------------------- | --------------------------------- |
| 2 Cool 4 Skool                                                                                         | - Phát hành: 12 tháng 6, 2013 - Hãng đĩa: Big Hit, Loen, Pony Canyon - Format: CD, tải kỹ thuật số, phát trực tuyến | 5               | 174             | —               | —               | 12              | - KOR: 412.041                  |                                   |
| Butter                                                                                                 | - Phát hành: 9 tháng 7, 2021 - Hãng đĩa: Big Hit - Định dạng: CD, tải kỹ thuật số, phát trực tuyến                  | 1               | —               | 6               | 1               | —               | - KOR: 2.955.990 - JPN: 217.328 | - KMCA: 2× Triệu - RIAJ: Bạch kim |
| "—" biểu thị cho bản phát hành không ra mắt trên bảng xếp hạng hoặc không được phát hành ở khu vực đó. | |                 |                 |                 |                 |                 |                                 |                                   |